# 周時経
周 時経（しゅう じけい、チュ・シギョン、朝鮮語: 주시경、1876年11月7日 - 1914年7月27日）は、大韓帝国の言語学者である。本貫は尚州周氏。初名は「相鎬」、号はハンヒンメ/ハニンメ（한흰메）とハンヒンセム/ハニンセム（한힌샘）。ハングル中興の祖として知られ、その復興と現代化に努めた。
従来の「訓民正音」に代えて、「ハングル」という名称を作り出した人物であるとされているが、確証はない。

## 略歴
黄海道鳳山郡の在野学者である周鶴苑の次男に生まれ、12歳には仲父である周鶴萬の養子になり、漢陽に上京。李会鍾書堂でおよそ4年間漢文を学ぶ。
1892年から培材学堂の朴世陽、鄭寅徳から数学、万国地誌、歴史、英語などの新学文を学び始める。文明国には固有の文字があると知り、自国文字の重要性を悟る。この時期からハングルと朝鮮語を研究し始め、『国語文法』を著す。1898年頃に完成するも出版せず、以後様々な講義の基礎資料として活用される。
1895年、徐載弼、李完用、李承晩らと共に開化派による運動団体独立協会を立ち上げる。
1896年4月に創刊した初の純ハングル新聞である独立新聞の会計、校補員に任命される。綴字法制立のため、社内に国文同式会を組織し、講習所に学生や一般人を集めてハングルを普及させる活動に尽力した。
1896年、学生運動団体協成会の創生メンバーとして民衆教化運動を開始。
1897年、培材学堂万国地誌学科を卒業。独立協会が大韓帝国政府と摩擦を起こし、1898年頃、政府の弾圧から身を隠す。しかし、ハングルの研究は続け、『大韓国語文法』（1906年）、『国語文典音学』（1908年）を刊行する。
1905年、大韓帝国政府に朝鮮語研究と辞書編纂事業に関する建白書を提出、1907年7月、大韓帝国政府によって国文研究所が設置され、中心研究員として抜擢される。この時期に提出した綴字法案などの11項目は日韓併合後の朝鮮総督府に引き継がれ、その後、ハングル学会によっても正式に採択（1933年）され現代ハングル綴字法の基本になっている。
31歳頃にはハングルに関する当代最高の権威者として学校や講習所など20箇所以上でハングルを講義するようになる。その結果、多くのハングル学者を輩出する。1910年に崔南善が創設した朝鮮光文会で朝鮮初の国語辞典の編纂に携わるが、未完成に終わる。
1914年7月、独立運動弾圧が強まると、亡命のため、夏休みの間故郷を訪れ家族に別れを告げてからソウルに到着、急病により27日死去。

## 周時経の弟子
1912年から1930年に「普通学校用諺文綴字法」「諺文綴字法」等が制定された際、製作に関与した者の多くが周時経の弟子とされる。特に高橋亨はカナダ人宣教師ジェームス・ゲイル（韓国名:奇一）と共に1909年から周時経の弟子として朝鮮語を学んだ。
ハングル学者の多くが彼の弟子だが、その中で彼が主管した朝鮮語講習院高等科1期首席卒業生（1914年3月）である崔鉉培と彼の首弟子である金枓奉はそれぞれ韓国と北朝鮮のハングルに関する最高権威者になった。日本併合時代の弟子たちは朝鮮語学会（1921年）を組織し、1933年に朝鮮語綴字法統一案を完成させ、1988年まで用いられる。

## 著書と学問の特徴
主な著書として、「말의소리（1914年）」、「国語文典音学（1908年）」、「国語文法（1910年）」などがある。これらの著書は、横書き、分かち書き、語幹と語尾の分離、同音並発、初声とパッチムの定立、母音の移動、および頭音法則を説明し、世界初といわれる直素分析法（IC分析法）を創案して、ハングルを説明している。この句文図解と形態の基本単位である「늣씨（語素、morpheme）」、発音の基本単位である「고나（音素、phoneme）」の発見は世界初といわれる。特に、朝鮮語は「表の意味」と「真の意味」が違うところまで説明している。
彼の学問は数理学的に構成され、数学の項（=TERM）と演算子（=OPERATOR）に似ている概念で語幹と語尾を分け、項に当たる語幹のパッチムは複合子音になり、語尾には母音が増えるようになる。朝鮮語の文法は、音節ではなく子音または母音の一つ一つによって決められるとし、幾何学の図のように語幹と語尾を並べ、X軸とY軸が交差するように語幹と語尾が交差することを説明している。
アリストテレス時代から始まった名詞、動詞などの品詞論、文法論によらず、彼は数学的知見を基にハングルと朝鮮語を研究した。これは彼が語学だけではなく、幾何学を専攻したからである。文法以外の綴字法や理論は当時から認められ、用いられるようになる。しかし、一般的にユニークと評価される彼の文法理論だけは1970年代まで継承されずに放置された。こののち、外来文法理論で発達したハングルと朝鮮語の文法は理論と現実が合わない問題を解決するため彼の理論が再導入された。現用されている朝鮮語の文法は、1985年度に成均館大学で周時経の「統辞論」に基づいて作り出されたものである。

## その他
語学的には、中国語、日本語、英語の専門家レベルとして、ハングル研究時代から日本人、カナダ人と意思疎通に問題がないと記録には残っている。他の著書として、梁啓超の「安南亡国史」を翻訳し、「越南亡国史（1907年）」を刊行するほど外国語が得意。
培材学堂の影響でキリスト教に入信するも、弾圧され獄死した崔益鉉の追悼式後に、外来宗教も精神的事大とみなして、「大倧教」へ改宗した。号を漢字ではなくハングルに変えるほどの民族主義者である。柔らかな性格で規則正しい生活を心がけていた。
1980年、大韓民国建国勲章大統領章追叙。